# Crossandra poissonii
Crossandra poissonii är en akantusväxtart som beskrevs av Raymond Benoist. Crossandra poissonii ingår i släktet Crossandra och familjen akantusväxter. Inga underarter finns listade i Catalogue of Life.